# Andrena aculeata
Andrena aculeata är en biart som beskrevs av Laberge 1980. Andrena aculeata ingår i släktet sandbin, och familjen grävbin. Inga underarter finns listade i Catalogue of Life.